# 藤木麻祐子
藤木 麻祐子（ふじき まゆこ、1975年6月21日 - ）は、大阪府堺市出身のアーティスティックスイミングの元選手で指導者。1996年アトランタオリンピックシンクロナイズドスイミング（当時）チーム銅メダリスト。

## 来歴
両親の影響で幼少からスイミングスクールに通い、7歳の時に大阪浜寺水練学校でシンクロを始める。四天王寺高等学校卒、日本大学文理学部英文学科卒。

### 選手時代
14歳の時ソロで全国ジュニアオリンピックで優勝し、17歳でジュニア日本代表に選ばれる。四天王寺高校時代には石川国体で藤井来夏とデュエットを組み優勝する。カリフォルニア州ウォールナットクリークアクアナッツでの留学を経て東京シンクロクラブへ移籍。
1996年アトランタオリンピックで日本代表となり銅メダルを獲得。その後カリフォルニア州に戻り選手を続け、全米選手権、USオープンなどで活躍する。2000年に選手を引退する。

### 指導者
現役引退後はカリフォルニア州でコーチの修行を積んでいたが、2003年にスペインチームからコーチ就任を依頼される。2008年北京オリンピックではスペインのアシスタントコーチとして銀メダル獲得に貢献。2009年の世界選手権ではスペインチームを金メダル獲得に導いた。
2012年ロンドンオリンピックではアメリカ代表チームヘッドコーチを務めた。
2016年リオデジャネイロオリンピックでは中国のヘッドコーチとして中国チームに銀メダルをもたらした。
2020年東京オリンピックではスペイン代表チームのコーチとなり、デュエットテクニカルルーティンでは野球をテーマにした振付が話題になった。
このほかオーストラリア、イタリア、コロンビアなどの代表チームのシンクロ技術コンサルタントを務めたほか、ギリシャ、コロンビア、ハンガリーなどの代表チームの振り付けを担当したことがある。

## エピソード
日本版ニューズウィークが選んだ「世界で尊敬される日本人100人」の一人。
2008年北京オリンピックでスペインが初めて銀メダルを獲得した際、ヘッドコーチではなかったものの、地元メディアから「スペイン流トレーニングを大きく変えた」メダル獲得のキーパーソンであると賞賛される。
2013年スペインチームを去った後、代表選手が、藤木が去った時、私の中のシンクロが消えて無くなったと新聞に語った。
過去にも日本の井村コーチに指導を受けたことのある中国代表チーム孫文雁選手が2人の日本人コーチの違いを聞かれ、井村コーチと藤木コーチは全く違う。井村コーチは技術を重視、藤木コーチは芸術面。練習のために練習するのではなく試合で感情が爆発するように教える。と語った。